# Kirill Peskov
Kirill Alexandrovič Peskov (rusky Кирилл Александрович Песков; * 1. května 1990) je ruský dopravní pilot a kosmonaut, 625. člověk ve vesmíru. Od března do srpna 2025 pobýval při svém prvním kosmickém letu na Mezinárodní vesmírné stanici (ISS).

## Mládí, vzdělání a letecká kariéra
Narodil se v Kyzylu, hlavním městě Tuvinské republiky, jihosibiřské součásti Ruské federace (tehdy Tuvinská autonomní sovětská socialistická republika, RSFSR, Sovětský svaz).
Střední školu dokončil v roce 2007 v Nazarovu v Krasnojarském kraji a poté se zapsal na Uljanovský institut civilního letectví v Uljanovsku. V červnu 2012 studium dokončil a získal titul inženýra se specializací „Letový provoz letadel“. Ačkoli nesloužil v armádě, obdržel také hodnost poručíka v záloze.
V září téhož roku zahájil svou profesionální dráhu v civilním letectví jako druhý pilot letounu Boeing 757 v charterové společnosti Nordwind Airlines (IATA: N4) se základnou na moskevském letišti Šeremeťjevo (IATA: SVO). V červenci 2013 přešel do společnosti Ikar Airlines (IATA: EO) působící na letišti Krasnojarsk (IATA: KJA) v Krasnojarské oblasti, kde létal také na Boeingu 767. Jako dopravní pilot nalétal přes 3000 letových hodin.

## Kosmonaut
V březnu 2017 se přihlásil do 2. otevřeného náboru nových kosmonautů. Protože úspěšně prošel všemi etapami výběru, byl v srpnu 2018 společně se sedmi kolegy jmenován kandidátem do oddílu kosmonautů.  také závěrečným rozhodováním příslušné meziresortní komise. Základní výcvik ve Střediska přípravy kosmonautů J. A. Gagarina zahájil 1. října 2018 a po všech nezbytných zkouškách a testech včetně leteckého výcviku na letounu Aero L-39 Albatros získal počátkem prosince 2020 kvalifikaci zkušebního kosmonauta.
Středisko přípravy v květnu 2023 oznámilo obsazení hlavní posádky pro Expedici 73 na ISS (a současně záložní posádky pro Expedici 72), v níž Peskov zaujal pozici 2. palubního inženýra. A protože už od podzimu 2022 pokračovala výměna křesel mezi NASA a Roskosmosem v jejich kosmických lodích (vždy jeden ruský kosmonaut letěl na ISS v Crew Dragonu a jeden americký astronaut v Sojuzu MS), týkala se také Peskova, který díky tomu se stal členem hlavní posádky letu SpaceX Crew-10 (a tím i záložní posádky letu Crew-9), což NASA oficiálně potvrdila v srpnu 2024.

### 1. kosmický let – SpaceX Crew-10
Posádka Crew-10, kterou kromě Peskova tvoří dvě Američanky, velitelka Anne McClainová a pilotka Nichole Ayersová, a japonský letový specialista Takuja Óniši, se na cestu k ISS vydala 14. března 2025, aby tam strávili zhruba půl roku jako členové Expedice 73.
Poté, co počátkem srpna 2025 na ISS přletěla další čtveřice v lodi SpaceX Crew-11, se celá posádka Crew-10 se svou lodí 8. srpna od stanice odpojila a po 17 hodinách, již 9. srpna 2025, přistála do vod Tichého oceánu při pobřeží Kalifornie.  Let trval 147 dní, 16 hodin a 29 minut.